# Billière
Billière település Franciaországban, Haute-Garonne megyében. Lakosainak száma 34 fő (2022. január 1.). Billière Benque-Dessous-et-Dessus, Castillon-de-Larboust, Cazeaux-de-Larboust és Garin községekkel határos.

## Népesség
A település népességének változása:
| Lakosok száma | 32   | 22   | 27   | 24   | 23   | 22   | 22   | 27   | 29   | 34   |
|               | 1968 | 1982 | 1990 | 2006 | 2013 | 2015 | 2017 | 2019 | 2020 | 2022 |